# ری شارکی
ری شارکی (انگلیسی: Ray Sharkey؛ ۱۴ نوامبر ۱۹۵۲ – ۱۱ ژوئن ۱۹۹۳) هنرپیشه اهل ایالات متحده آمریکا بود. از فیلم‌هایی که او در آن بازی کرده‌، می‌توان به بی‌رحم و مبارزه در بورلی هیلز اشاره نمود.